# Doesjka Dubbelt
Doesjka Dubbelt (Haarlem, 10 oktober 1966) is een Nederlands televisiepresentatrice.
Dubbelt was vanaf de start bij Call TV betrokken. Zij is de enige presentator die van de start tot en met het einde belspelprogramma's heeft gepresenteerd. Call TV startte in 1996 als kweekvijver voor jong talent en als goedkope invulling voor de dagprogrammering van Veronica, dat sinds 1995 een commerciële omroep was. In 2001 heette deze zender Yorin. Later waren de belspellen te zien op RTL 5 en RTL 4.
Dubbelt presenteerde programma's als De Wekdienst, De Winkel van Sinkel, Game Time, Nachtsuite, Trits Kids en Puzzeltijd.
Vanaf 2001 tot en met 2007 presenteerde Dubbelt Lijn 4. Dit programma gold als (goedkope) opvolger van Koffietijd en kwam voort uit het voormalige Call TV. Lijn 4 kan beschouwd worden als volwaardig programma, aangezien de belspellen geheel waren verdwenen.